# Marlous Dirks
Marlous Dirks (Amsterdam, 14 maart 1981) is een Nederlands actrice. Dirks volgde in Eindhoven haar drama-opleiding.
Op televisie was Dirks te zien in onder meer de series Sprint!, Shouf Shouf!, Het glazen huis, Onderweg naar Morgen en SamSam. In het theater was ze onder andere te zien in Huis van de vergeten momenten en Lilith en speelde ze in 2007 een monoloog Aan de overkant.
Terwijl ze de laatste jaren meer achter de camera staat dan ervoor, poseert ze in het novembernummer in 2014 voor mannenblad Playboy.